# Dick Moores
Richard Arnold Moores, più noto come Dick Moores (Lincoln, 12 dicembre 1909 – Asheville, 22 aprile 1986), è stato un fumettista statunitense.

## Biografia e carriera
Dick Moores studiò arte alla Chicago Art Academy e lavorò come assistente di Chester Gould, il creatore di Dick Tracy, durante i primi anni trenta.
Nel 1936 creò la serie Jim Hardy, successivamente chiamata Windy and Padles.
Nel 1942 fu assunto ai Disney Studios, dove lavorò su diverse serie di fumetti e film di animazione.
Alla Disney illustrò numerose storie per gli albi di fumetti Dell, ma lavorò soprattutto sulle pagine domenicali di Fratel Coniglietto, del gallo Panchito e del cane Lilli , così come alle strisce quotidiane di Lilli e, come inchiostratore, a quelle di Topolino disegnate da Floyd Gottfredson.
Nel 1956 Frank King gli chiese di assisterlo nella striscia quotidiana Gasoline Alley, inizialmente per disegnare le donne. Dopo il ritiro di King nel 1959, fu lui a portare avanti la striscia, rinnovando lo stile e aggiungendo tra l'altro tre nuovi personaggi: Rufus, Joel e Pert. Moores scrisse e disegnò la striscia fino alla morte, nel 1986, quando fu sostituito dal suo assistente Jim Scancarelli.

## Riconoscimenti
- 1975 National Cartoonists Society Reuben award - Outstanding cartoonist of the year (per Gasoline Alley)
- 1986 Outstanding cartoonist of the year

## Curiosità
Tra gli hobby di Moores c'erano la creazione di murales, la scultura, e il violino.